# (28516) Möbius
28516 Mobius (2000 DQ3) – planetoida z pasa głównego asteroid okrążająca Słońce w ciągu 4,3 lat w średniej odległości 2,64 j.a. Odkryta 27 lutego 2000 roku.
Nazwa Möbius została jej nadana na cześć niemieckiego matematyka i astronoma Augusta Möbiusa.